# Райгородка (Амурская область)
Райгоро́дка — село в Ромненском районе Амурской области России. Входит в состав Чергалинского сельсовета.

## География
Село Райгородка расположено к северу от районного центра Ромненского района села Ромны.
Село Райгородка стоит на левом берегу реки Горбыль (левый приток реки Томь).
Дорога к селу Райгородка от районного центра Ромны идёт через Братолюбовку, Чергали и Хохлатское, расстояние — 29 км.

## Население
| 2002 | 2010 | 2012 | 2013 | 2014 | 2015 | 2016 |
| ---- | ---- | ---- | ---- | ---- | ---- | ---- |
| 85   | ↘38  | ↘34  | ↘32  | ↗34  | ↘30  | ↗32  |
| 2017 | 2018 |      |      |      |      |      |
| ↘29  | ↘25  |      |      |      |      |      |

## Улицы
В селе имеется одна улица — Школьная.